# Thecla mackwoodi
Thecla mackwoodi är en fjärilsart som beskrevs av Evans 1914. Thecla mackwoodi ingår i släktet Thecla och familjen juvelvingar. Inga underarter finns listade i Catalogue of Life.